# Archieparchia Bagdadu (ormiańskokatolicka)
Archieparchia bagdadzka (łac. Babylonensis Armenorum)  – archieparchia Kościoła katolickiego obrządku ormiańskiego w Iraku z siedzibą w Bagdadzie.

## Historia
Archieparchia bagdadzka została ustanowiona 29 czerwca 1954 roku konstytucją apostolską „Cum summus” Piusa XII poprzez wydzielenie z archidiecezji Mardinu. Reszta wspomnianej archidiecezja została przekształcona w eparchię Kamichlié (obecnie funkcjonuje jedynie stolica tytularna Mardin degli Armeni).
Od lat 70. XX w. liczba wiernych w obu parafiach oscyluje wokół 2 tys., ale zmniejszyła się liczba księży diecezjalnych – od 4 do 2 w 2002 r. Spadła także liczba zakonnic – z 6 do 1. Między odejściem na emeryturę abp. Paula Coussy w 2001 a elekcją Emmanuela Dabbaghiana w 2006 (potwierdzoną przez papieża Benedykta XVI w styczniu 2007 roku) stolica arcybiskupia pozostawała nieobsadzona.

## Charakterystyka
Archeparchia bagdadzka obejmuje wszystkich katolików obrządku ormiańskiego mieszkających w Iraku. Podzielona jest na dwie parafie. Główną świątynią jest poświęcona Matce Boskiej katedra Naszej Pani z Nareku w Bagdadzie, konsekrowana 18 października 1999 r.

## Arcybiskupi Bagdadu
- Nersès Tayroyan (1954–1972)
- Howannes Kasparian ICPB (1972–1982, następnie katolicki patriarcha Cylicji)
- Paul Coussa (1983–2001)
- Emmanuel Dabbaghian ICPB (2007–2017)
- Nersès Zabbara ICPB (od 2023, administrator w latach 2016-2023)